# Stiftskirche (Elmshorn)

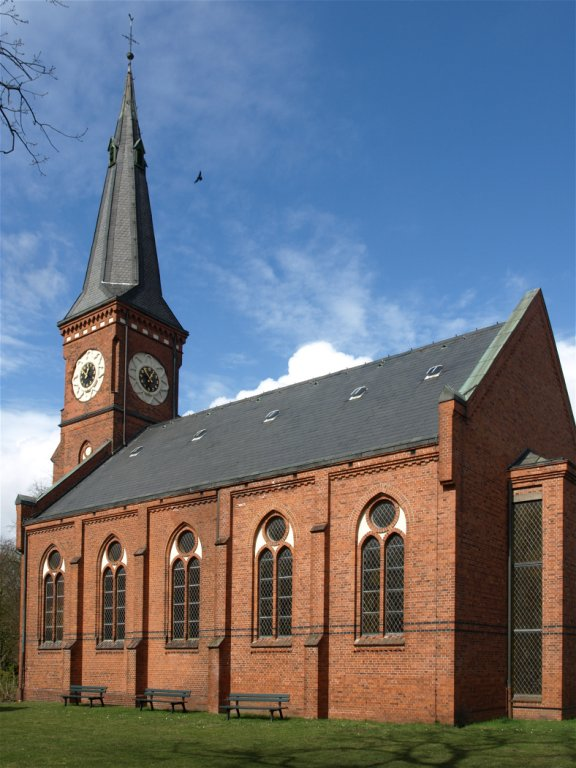
Stiftskirche im Jahr 2008

Das alte Armenhaus am Wedenkamp (heute Königstraße) existierte bis 1890.

Die Kirche bildete bis 1973 ein Ensemble mit dem anschließenden Stiftsgebäude.

Die Stiftskirche aus dem Jahr 1890 steht an der Ecke Friedensallee und Ost-West-Brücke in Elmshorn. Es handelt sich um ein Gebäude im historistischen Baustil der Jahrhundertwende, das ursprünglich zum angrenzenden Präbendenstift gehörte.

## Bauwerk
Die Kirche gliedert sich in ein schiefergedecktes Kirchenschiff und einen schmalen, etwas eingezogenen viereckigen Turm mit achteckigem spitzen Helm, der ebenfalls schiefergedeckt ist. Als Baumaterial wurde Backstein verwendet, der jedoch durch weiße Putzelemente aufgelockert ist.
Das Schiff ist nach außen durch Wandpfeiler in fünf Felder eingeteilt. Jedes Feld zeigt ein spitzbogiges Fenster mit einfachem Dekor und verputzten Bereichen oben zwischen den Teilfenstern.
Der Turm öffnet sich nach Westen durch ein spitzbogiges Eingangsportal, über dem das Wappen des Rantzauer Grafen zu sehen ist. Darüber folgen Fenster und Schallöffnungen, ebenfalls durch Spitzbögen abgeschlossen.
Besonders auffällig ist die Gestaltung der Kirchturmuhr. Vier Zifferblätter mit vergoldeten Ziffern und Zeigern auf schwarzem Grund zeigen in die vier Himmelsrichtungen. Umgeben sind die Zifferblätter von einem in weiß gehaltenen Bogenkranz.
Ein Zahnfries und ein Fries aus verputzten Rechtecken schließen den massiven Turmteil nach oben ab und leiten zum Dach über.

## Inneres
Die 1976 renovierte Kirche ist im Inneren sehr schlicht gehalten, belebt nur durch zwei Wandbehänge, die 1984 angeschafft wurden. Die Kanzel ist vermutlich Teil eines ehemaligen Kanzelaltars. Die Orgel von Beckerath stammt aus dem Jahr 1963. Sie hat 12 Register, zwei Manuale und ein Pedal.

## Glocken
Ursprünglich besaß die Stiftskirche nur eine Glocke. 1980 wurden zwei zusätzliche Glocken erworben, seitdem verfügt die Kirche über ein Dreier-Geläut mit den Tönen fis a h. Die Glocken bekamen die Namen Glaube, Liebe, Frieden.

## Geschichte
1663 gründete Reichsgraf Christian Rantzau eine Stiftung, mit deren Geld ein Armenhaus am Wedenkamp (heute Königstraße) gebaut wurde, das sogenannte Präbendenstift. Gegen Ende des 19. Jahrhunderts wurde das baufällige Haus abgerissen.
1890 baute man als Ersatz auf einem neu erworbenen Grundstück an der Friedensallee ein neues großes Stiftsgebäude mit der Stiftskirche.
1973/1974 wurde das Stiftsgebäude – nicht aber die Stiftskirche – abgerissen und durch einen Neubau ersetzt. Die Unterkünfte im 80 Jahre alten Haus waren nicht mehr zeitgemäß. Da die Mittel der gräflichen Stiftung für einen Neubau nicht ausreichten, wurde das Eigentum an Grundstück und Gebäuden auf den Kirchengemeindeverband übertragen, die Einrichtung behielt aber den Namen „Gräflich Rantzausches Präbendenstift“.
Die Stiftskirchengemeinde gehörte bis 1956 zu St. Nikolai, wurde dann aber selbstständig.